# 뉴스프라임
《뉴스프라임》은 연합뉴스TV에서 평일 오후 6시 55분, 주말 저녁 7시에 방송되는 연합뉴스TV의 저녁뉴스 프로그램이다. 주말에는 《뉴스 19》로 방송한다.

## 방송 시간
| 방송 채널  | 방송 기간                          | 방송 시간                                                                  |
| ---------- | ---------------------------------- | -------------------------------------------------------------------------- |
| 연합뉴스TV | 2011년 12월 1일 ~ 2019년 9월 29일  | 평일 저녁 6시 30분 ~ 7시 30분 (1시간) 주말 저녁 7시 ~ 8시 (1시간)          |
| 연합뉴스TV | 2019년 9월 30일 ~ 2021년 11월 30일 | 평일 저녁 6시 30분 ~ 7시 30분 (1시간)                                      |
| 연합뉴스TV | 2021년 12월 1일 ~ 2022년 6월 3일   | 평일 저녁 7시 ~ 8시 25분 (1시간 25분)                                      |
| 연합뉴스TV | 2022년 6월 7일 ~ 2023년 12월 31일  | 평일 저녁 7시 ~ 8시 30분 (1시간 30분)                                      |
| 연합뉴스TV | 2024년 1월 2일 ~ 2025년 5월 4일    | 평일 저녁 6시 55분 ~ 8시 30분 (1시간 35분)                                 |
| 연합뉴스TV | 2025년 5월 7일 ~ 현재              | 평일 저녁 6시 55분 ~ 8시 30분 (1시간 35분) 주말 저녁 7시 ~ 7시 40분 (40분) |

## 앵커
- 서태왕 아나운서 (남)
- 최아영 아나운서 (여)

## 타이틀 변천사
| 기수 | 타이틀                           | 방송 기간                          |
| ---- | -------------------------------- | ---------------------------------- |
| 1기  | 뉴스메이커 (평일) 뉴스 19 (주말) | 2011년 12월 1일 ~ 2017년 7월 2일   |
| 2기  | 뉴스 19                          | 2017년 7월 3일 ~ 2018년 9월 2일    |
| 3기  | 뉴스메이커 (평일) 뉴스 19 (주말) | 2018년 9월 3일 ~ 2019년 9월 29일   |
| 4기  | 뉴스메이커                       | 2019년 9월 30일 ~ 2021년 11월 30일 |
| 5기  | 뉴스프라임                       | 2021년 12월 1일 ~ 2025년 5월 4일   |
| 6기  | 뉴스프라임 (평일) 뉴스 19 (주말) | 2025년 5월 7일 ~ 현재              |

## 경쟁 뉴스 프로그램
- KBS 뉴스 7 (KBS 1TV)
- YTN 뉴스라운지 (YTN)